# Šum
Šúm je v splošnem moteč zvok. Značilnost šuma je da nima izrazitih tonov, ampak ima širok zvezni frekvenčni spekter. Nastane ob nepravilnem nihanju prožne snovi - strune, kože ali opne, lesene ali kovinske plošče ali zračnega stebra. Pri glasbi pa ga uporabljamo kot dodatno sredstvo.
Beseda šum se uporablja tudi v elektroniki in pri strojnem učenju. V tem primeru šum pomeni motnjo, ki se je prikradla v signal. 
Šum je slišen kot zvok, če je priklopljen na zvočnik ali pa se prikaže kot »sneg« na televiziji ali video slike.Šum lahko blokira, izkrivlja, spreminja ali posega v smisel sporočila v človeški in elektronski komunikaciji.
Pri obdelavi  signalov ali računalništvu se lahko sklepa , da nezaželeni podatki so brez pomena;to pomeni da podatki nisi bili uporabljeni za prenos signalov, ampak so preprosto nastali kot nezaželen stranski produkt drugih aktivnosti.
Na mnogih od teh področjih se pojavlja poseben primer toplotnega šuma, kateri določa temelje za spodnjo mejo kaj lahko izmerimo.
In je povezan  z osnovnimi fizikalnimi procesi na molekularnem nivoju, opisan z dobro uveljavljenih ugotovitvah o termodinamiki.
Nekatere od njih so lahko prikazane s preprostimi formulami.
Hrup je nezaželen zvok. Njegova jakost ('glasnost') se meri v decibelih (dB). Decibelna skala je  logaritemska in zvišanje ravni zvoka za tri decibele pomeni že podvojitev jakosti zvoka. Na primer, običajen pogovor ima jakost 65 dB, kričanje pa navadno okoli 80 dB. Čeprav je  razlika zgolj 15 dB, je kričanje tridesetkrat glasnejše. Če upoštevamo dejstvo, da je  človeško uho različno občutljivo na različne frekvence, se moč ali jakost hrupa po navadi meri v decibelih, vrednotenih s frekvenčnim filtrom A (dB(A)).
Jakost ni edini dejavnik, ki določa, ali je hrup nevaren. Prav tako je pomembno trajanje izpostavljenosti. Za upoštevanje tega dejstva se uporabljajo časovno vrednotene povprečne ravni zvoka. Pri hrupu na delovnem mestu to po navadi temelji na osemurnem delavniku.

## Subjektivne razlike
Poimenovanje nekaterih signalov ali hrupa je pogosto subjektivno razlikovanje. Če neka oseba posluša glasbo z najvišjo glasnostjo, je za to osebo zabava, za drugo osebo je to lahko neznosen hrup.

## Akustični zvok
Ko govorimo o hrupu glede na zvok, kar običajno pomeni nesmiseln zvok je volumen večji kot po navadi. Tako lahko glasno dejavnost navajamo kot hrup. Zvočni hrup je lahko karkoli. Nekateri uporabniki javnega prevoza  se pritožujejo nad šibkimi in kositranimi zvoki, ki jih proizvajajo slušalke prenosni glasbeni predvajalniki.        Tudi  pogovori drugih ljudi, pomenijo hrup za ljudi, ki niso vključeni v pogovor, in hrup je lahko vsak nezaželen zvok, kot so  pasji lajež, sosedi ki poslušajo glasno glasbo, cestno prometni hrup, motorne žage, ali zrakoplovi, kateri uničujejo mir na podeželju.

## Avdio šum
Snemanje zvoka ali hrupa, je pogosto prisotno na analognih trakovih. Standardna kaseta vsebuje plast sikanja na vsakem posnetku. Pri tem, ko digitalni zapis preoblikuje zvočno datoteko od 16-bit do 8-bit dodaja plast hrupa.
Pri zvočnih, snemalnih in radiotelevizijskih sistemih, audio hrup se načeloma nanaša na nizko raven hrupa (po navadi sikanje in hum), katerega je slišati v mirnem obdobju programa.Pri audio inženiringu se lahko sklicujejo tudi na preostale nezaželene elektronske signale hrupa, ki povzročajo hrup  kot je »sikanje«. Ta  šum se običajno meri z A-uteževanjem ali ITU-R 468 tehtanjem.

## Elektronski šum
Elektronski šum obstaja v vseh vezjih in napravah, je pa posledica toplotnega šuma, imenovanega tudi Johnsonov šum. To je posledica naključnih sprememb napetosti, ki jo povzroči naključno gibanje nosilnega naboja (običajno elektroni). 
Toplotni šum je mogoče zmanjšati z nižjimi temperaturami samega vezja.
Ta pojav omejuje najnižjo raven signala, na katerega vsak radijski sprejemnik reagira, kajti tu se vedno pojavi majhna, a pomembna raven toplotnega šuma, ki izhaja iz njegovih vhodnih vezij. To je razlog, zakaj radijske teleskope, ki so namenjeni sprejemanju šibkih signalov iz vesolja, uporabljajo »front-end low-noise« ojačevalnik, hlajen s tekočim dušikom.

## Vizualni šum
Šum je prisoten tudi v sliki. Elektronski šum nastaja v senzorju kamere in fizičnih zrnih emulzije filma, ki ustvarja vizualni šum. Ta vrsta šuma se imenuje grain.
Šum je prisoten tudi pri ustvarjanju dvorazsežnih in trirazsežnih slik z računalnikom. Včasih se šum doda sliki da bi skrili nenadne prehode, povezane z digitalno predstavitvijo barv.

## Hrupni geni
Dejavnosti in ureditev naših genov so tudi predmet hrupa. Transkripcijski hrup se nanaša na raznolikost in aktivnost genov med celicami in gensko enako populacijo. Hrup in genska aktivnost ima izjemne posledice na obnašanje celic, zato jih morajo ublažiti ali integrirati. Hrup klinično vpliva na učinkovitost zdravljenja, na odpornost bakterij na antibiotike, ki jih povzročajo vidno ne-genetske razlike.